# Nathaniel Lammons
Nathaniel Lammons (Arlington, 12 augustus 1993) is een Amerikaans tennisser.

## Carrière
Van 2012 tot 2016 speelde hij collegetennis voor Southern Methodist University. Lammons maakte zijn profdebuut in 2016, in 2018 won hij zijn eerste challenger-toernooi in Scheveningen. Hij bereikte dat jaar ook de tweede ronde op de US Open. In 2019 won hij vier challengers en werd in de eerste ronde uitgeschakeld op de US Open van dat jaar. In 2020 won hij drie challengers en geraakte opnieuw niet voorbij de eerste ronde op de US Open. In 2021 won hij vier challengers en bereikte de eerste ronde op Wimbledon en de tweede ronde op de US Open.
In 2022 nam hij deel aan alle Grand Slams als beste resultaat waren de tweede ronde op de Australian Open en de US Open. Hij won drie challengers, twee ATP-toernooien en stond in nog eens twee ATP-finales.

## Palmares
| Legenda               |
| --------------------- |
| Grand Slam            |
| Olympische Spelen     |
| ATP Finals            |
| ATP Tour Masters 1000 |
| ATP Tour 500          |
| ATP Tour 250          |

### Dubbelspel
| Nr.                              | Datum             | Toernooi              | Ondergrond    | Partner          | Tegenstander in finale                       | Score                 | Details |
| -------------------------------- | ----------------- | --------------------- | ------------- | ---------------- | -------------------------------------------- | --------------------- | ------- |
| gewonnen finales herendubbelspel |                   |                       |               |                  |                                              |                       |         |
| 1.                               | 25 september 2022 | ATP San Diego         | Hardcourt     | Jackson Withrow  | Jason Kubler Luke Saville                    | 7-6, 6-2              | details |
| 2.                               | 2 oktober 2022    | ATP Seoel             | Hardcourt     | Raven Klaasen    | Nicolás Barrientos Miguel Ángel Reyes-Varela | 6-1, 7-5              | details |
| 3.                               | 23 juli 2023      | ATP Newport           | Gras          | Jackson Withrow  | William Blumberg Max Purcell                 | 6–3, 5–7, [10–5]      | details |
| 4.                               | 30 juli 2023      | ATP Atlanta           | Hardcourt     | Jackson Withrow  | Max Purcell Jordan Thompson                  | 7–6(3), 7–6(4)        | details |
| 5.                               | 26 augustus 2023  | ATP Winston-Salem     | Hardcourt     | Jackson Withrow  | Lloyd Glasspool Neal Skupski                 | 6–3, 6–4              | details |
| 6.                               | 3 oktober 2023    | ATP Astana            | Hardcourt (i) | Jackson Withrow  | John Peers Mate Pavic                        | 7-6(4), 7-6(7)        | details |
| verloren finales herendubbelspel |                   |                       |               |                  |                                              |                       |         |
| 1.                               | 27 februari 2022  | ATP Santiago          | Gravel        | André Göransson  | Rafael Matos Felipe Meligeni Alves           | 6-7, 6-7              | details |
| 2.                               | 16 oktober 2022   | ATP Gijón             | Hardcourt (i) | Jackson Withrow  | Máximo González Andrés Molteni               | 7-6, 6-7, [5-10]      | details |
| 3.                               | 14 januari 2023   | ATP Auckland          | Hardcourt     | Jackson Withrow  | Nikola Mektić Mate Pavić                     | 4–6, 7–6(5), [6–10]   | details |
| 4.                               | 12 februari 2023  | ATP Dallas            | Hardcourt (I) | Jackson Withrow  | Jamie Murray Michael Venus                   | 6–1, 6–7(4–7), [7–10] | details |
| 5.                               | 4 maart 2023      | ATP Acapulco          | Hardcourt     | Jackson Withrow  | Alexander Erler Lucas Miedler                | 6–7(9), 6–7(7)        | details |
| 6.                               | 26 september 2023 | ATP Zhuhai            | Hardcourt     | Jackson Withrow  | Jamie Murray Michael Venus                   | 4–6, 4–6              | details |
| 7.                               | 30 oktober 2023   | ATP Wenen             | Hardcourt (i) | Jackson Withrow  | Rajeev Ram Joe Salisbury                     | 4-6, 7-5, [10-12]     | details |
| gewonnen challengers             |                   |                       |               |                  |                                              |                       |         |
| 1.                               | 22 juli 2018      | Scheveningen          | Gravel        | Ruben Gonzales   | Luis David Martínez Gonçalo Oliveira         | 6-3, 6-7, [10-5]      |         |
| 2.                               | 27 januari 2019   | Newport Beach         | Hardcourt     | Robert Galloway  | Romain Arneodo Andrei Vasilevski             | 7-5, 7-6              |         |
| 3.                               | 17 februari 2019  | Cherbourg             | Hardcourt (i) | Robert Galloway  | Raúl Brancaccio Javier Barranco Cosano       | 4-6, 7-6, [10-8]      |         |
| 4.                               | 7 juli 2019       | Ludwigshafen am Rhein | Gravel        | Fernando Romboli | Pedro Sousa João Domingues                   | 7-6, 6-1              |         |
| 5.                               | 8 september 2019  | New Haven             | Hardcourt     | Robert Galloway  | Sander Gillé Joran Vliegen                   | 7-5, 6-4              |         |
| 6.                               | 16 februari 2020  | Cleveland             | Hardcourt     | Treat Huey       | Luke Saville John-Patrick Smith              | 7-5, 6-2              |         |
| 7.                               | 1 maart 2020      | Columbus              | Hardcourt     | Treat Huey       | Lloyd Glasspool Alex Lawson                  | 7-6, 7-6              |         |
| 8.                               | 4 oktober 2020    | Split                 | Gravel        | Treat Huey       | André Göransson Hunter Reese                 | 6-4, 7-6              |         |
| 9.                               | 7 maart 2021      | Nur-Sultan            | Hardcourt (i) | Jackson Withrow  | Nathan Pasha Max Schnur                      | 6-4, 6-2              |         |
| 10.                              | 9 mei 2021        | Biella                | Gravel        | André Göransson  | Rafael Matos Felipe Meligeni Alves           | 7-6, 6-3              |         |
| 11.                              | 16 mei 2021       | Heilbronn             | Gravel        | Jackson Withrow  | André Göransson Sem Verbeek                  | 6-7, 6-4, [10-8]      |         |
| 12.                              | 21 november 2021  | Champaign             | Hardcourt (i) | Jackson Withrow  | Treat Huey Max Schnur                        | 6-4, 3-6, [10-6]      |         |
| 13.                              | 24 april 2022     | Split                 | Gravel        | Albano Olivetti  | Sadio Doumbia Fabien Reboul                  | 4-6, 7-6, [10-7]      |         |
| 14.                              | 10 juli 2022      | Salzburg              | Gravel        | Jackson Withrow  | Alexander Erler Lucas Miedler                | 7-5, 5-7, [11-9]      |         |
| 15.                              | 18 september 2022 | Cary                  | Hardcourt     | Jackson Withrow  | Treat Huey John-Patrick Smith                | 7-5, 2-6, [10-5]      |         |
| 16.                              | 19 maart 2023     | Phoenix               | Hardcourt     | Jackson Withrow  | Hugo Nys Jan Zieliński                       | 6-7, 6-4, [10-8]      |         |

## Resultaten grote toernooien
| Legenda | Legenda                          |
| ------- | -------------------------------- |
| g.t.    | geen toernooi gehouden           |
| l.c.    | lagere categorie                 |
| –       | niet deelgenomen                 |
| G       | uitgeschakeld in de groepsfase   |
| 1R      | uitgeschakeld in de eerste ronde |
| 2R      | uitgeschakeld in de tweede ronde |
| 3R      | uitgeschakeld in de derde ronde  |
| 4R      | uitgeschakeld in de vierde ronde |
| KF      | uitgeschakeld in de kwartfinale  |
| HF      | uitgeschakeld in de halve finale |
| F       | de finale verloren               |
| W       | het toernooi gewonnen            |
| w-v     | winst/verlies-balans             |

### Dubbelspel
| Grandslamtoernooien |     |    |     |    |    |    |   |
| Australian Open     | –   | –  | –   | –  | 2R | 1R |   |
| Roland Garros       | –   | –  | –   | –  | 1R | 1R |   |
| Wimbledon           | –   | –  | –   | 1R | 1R | KF |   |
| US Open             | 2R  | 1R | 1R  | 2R | 2R | KF |   |
| Statistieken        |     |    |     |    |    |    |   |
| titels per jaar     | 0   | 0  | 0   | 0  | 2  | 4  | 0 |
| eindejaarsranking   | 130 | 94 | 100 | 86 | 46 | 27 |   |

### Gemengd dubbelspel
| Grandslamtoernooien |    |   |    |  |
| Australian Open     | –  | – | –  |  |
| Roland Garros       | –  | – | HF |  |
| Wimbledon           | –  | – | 1R |  |
| US Open             | 1R | – | 1R |  |